# You (песня Regard, Троя Сивана и Тейт Макрей)
«You» — песня косовско-албанского диск-жокея Regard, австралийского певца Троя Сивана и канадской певицы Тейт Макрей. Она была написана исполнителями вместе с Фредериком Кастеншиольдом Эйхеном, Koda, Sakima и Томом Манном, а спродюсирована Regard. Став первой совместной работой артистов, песня была выпущена в качестве сингла для цифрового скачивания и потокового вещания на лейбле Ministry of Sound 16 апреля 2021 года. Это англоязычная песня в стиле данс-поп и электропоп, вдохновлённая музыкой 80-х годов, сочетающая в себе влияние deep house, ретро-попа и синти-попа. Песня посвящена разбитому сердцу и рассказывает о трудностях неудачных отношений и о том, как сложно расстаться с любимым человеком. Песня получила положительные отзывы от музыкальных критиков, которые отметили её музыку и текст, а также продюсирование Regard и вокал Сивана и Макрей.
Песня «You» вошла в топ-50 в нескольких странах, в том числе в Канаде, Ирландии, Литве, Нидерландах, Сингапуре и Великобритании. Далее песня заняла 58-е место в американском Billboard Hot 100 и первое место в чарте Dance/Electronic Songs (впервые для всех трёх исполнителей), а также 38-е место в канадском Canadian Hot 100. Песня получила золотой сертификат Американской ассоциации звукозаписывающей индустрии (RIAA) в США и серебряный сертификат Британской фонографической индустрии (BPI) в Великобритании. Сопровождающий клип был выложен на YouTube-канале Regard 27 мая 2021 года, в нём использованы сцены, снятые в Австралии, Косово и США. В 2022 году песня была номинирована на Billboard Music Awards в категории Top Dance/Electronic Song и на iHeartRadio Music Awards в категории Dance Song of the Year.

## История
Ministry of Sound выпустили песню «You» в качестве сингла для цифрового скачивания и потокового воспроизведения в разных странах 16 апреля 2021 года. В преддверии релиза Трой Сиван и Тейт Макрей представили песню «You» на своих аккаунтах в TikTok, опубликовав фрагменты и подпевая им, а Regard также выложил 30-секундный тизер на своём канале YouTube 31 марта 2021 года. Макрей отметила, что это первая совместная работа артистов: «Сотрудничество с Троем и Регардом было потрясающим опытом. Это совершенно иная атмосфера, чем в моих обычных песнях, но в ней по-прежнему есть эмоциональная и лирическая глубина, которую я всегда стараюсь написать». Песня была написана Регардом, Сиваном и Макрей вместе с Фредериком Кастеншиолдом Эйхеном, Koda, Sakima и Томом Манном, а спродюсирована Регардом.
«You» — англоязычная песня в стиле 80-х данс-поп и электропоп-песня, с синти-поп звучанием и глубоким хаусом, а также с элементами электроники и ретро-попа в припеве. Затрагивая тему разбитого сердца, Сиван и Макрей поют о трудностях, связанных с неудавшимися отношениями, и о том, как тяжело пережить расставание с любимым человеком и выбросить его из головы. В припеве они поют: «Когда я пытаюсь отступить, я возвращаюсь к тебе / Когда я говорю с друзьями, я говорю о тебе / Когда крепкий Hennessy, я вижу только тебя».

## Отзывы
Рассматривая песню как «гимн», автор Radio Luz отметил «утончённое, эйфорическое и непринуждённое» звучание песни, а также вокальное взаимодействие Сивана и Макрей, которое, по его словам, создаёт «эстетическую» атмосферу. Для L’Officiel Мина Драгани назвала песню «запоминающейся», используя «дышащий» вокал певцов и «экспертное» сведение от Регарда. Аналогичным образом Филипп Логан для CelebMix назвал песню «сексуальной», оценив «знойный и кокетливый» текст, а также их «великолепные и шелковисто-гладкие» голоса. Томас Блич, написавший для своего сайта, назвал песню «увлечением» и летним гимном, который «вы захотите слушать снова и снова». Далее он отметил, что «[„You“] — это отличное определение того, какой должна быть совместная работа, когда каждый артист объединяет свои направления и находит новую среду для сосуществования».

## Награды и номинации
В 2022 году песня была номинирована на Billboard Music Awards в категории Top Dance/Electronic Song и на iHeartRadio Music Awards в категории Dance Song of the Year.

## Список треков
- Цифровые загрузки и стриминг[1]

1. «You» – 3:53

- Цифровые загрузки и стриминг – акустические[16]

1. «You» – 3:34

- Цифровые загрузки и стриминг – ремиксы[17]

1. «You» (KC Lights Remix) – 3:11
2. «You» (Topic Remix) – 2:27

## Чарты
| Чарт (2021)                                | Высшая позиция |
| ------------------------------------------ | -------------- |
| Австралия (ARIA)                           | 51             |
| Австралия Dance (ARIA)                     | 8              |
| Бельгия/Фландрия (Ultratop 50)             | 50             |
| Канада (Billboard Canadian Hot 100)        | 38             |
| Канада (Billboard CHR/Top 40)              | 10             |
| Канада (Billboard Hot AC)                  | 25             |
| Чехия (Rádio Top 100)                      | 38             |
| Мир (Billboard Global 200)                 | 113            |
| Венгрия (Rádiós Top 40)                    | 31             |
| Ирландия (IRMA)                            | 50             |
| Нидерланды (Dutch Top 40)                  | 17             |
| Нидерланды (Single Top 100)                | 30             |
| Новая Зеландия (RMNZ)                      | 3              |
| Словакия (Rádio Top 100)                   | 58             |
| Швеция (Sverigetopplistan)                 | 68             |
| Великобритания (UK Singles Chart)          | 46             |
| Великобритания (UK Dance Chart)            | 17             |
| США (Billboard Hot 100)                    | 58             |
| США (Billboard Adult Top 40)               | 24             |
| США (Billboard Hot Dance/Electronic Songs) | 1              |
| США (Billboard Mainstream Top 40)          | 11             |

| Чарт (2021)                               | Позиция |
| ----------------------------------------- | ------- |
| Australian Dance (ARIA)                   | 40      |
| Canada (Canadian Hot 100)                 | 90      |
| Netherlands (Dutch Top 40)                | 81      |
| US Hot Dance/Electronic Songs (Billboard) | 6       |
| US Mainstream Top 40 (Billboard)          | 41      |

## Сертификации
| Регион                                                                      | Сертификация | Продажи   |
| --------------------------------------------------------------------------- | ------------ | --------- |
| Канада (Music Canada)                                                       | Платиновый   | 80 000    |
| Великобритания (BPI)                                                        | Серебряный   | 200 000   |
| США (RIAA)                                                                  | Платиновый   | 1 000 000 |
| Данные о продажах + прослушиваниях приведены только на основе сертификации. |              |           |

## История выхода
| Регион | Дата           | Формат                     | Лейбл             | Ссылка |
| ------ | -------------- | -------------------------- | ----------------- | ------ |
| Мир    | 16 апреля 2021 | Digital download streaming | Ministry of Sound | [ 1 ]  |
| США    | 20 апреля 2021 | Contemporary hit radio     | Epic              | [ 47 ] |
| Италия | 23 апреля 2021 | Radio airplay              | Sony              | [ 48 ] |